# Stereo MC's
Stereo MC's est un groupe de musique anglais de Hip-hop / Electronica fondé en 1985 à Clapham, Londres.

## Histoire
Le groupe est fondé en 1985 par Rob Birch et Nick Hallam, rejoints par Owen If et Cathy Coffey. En 1992, Stereo MC's connaît un succès mondial avec leurs tubes Connected, puis en 2001 avec Deep Down And Dirty.

## Discographie

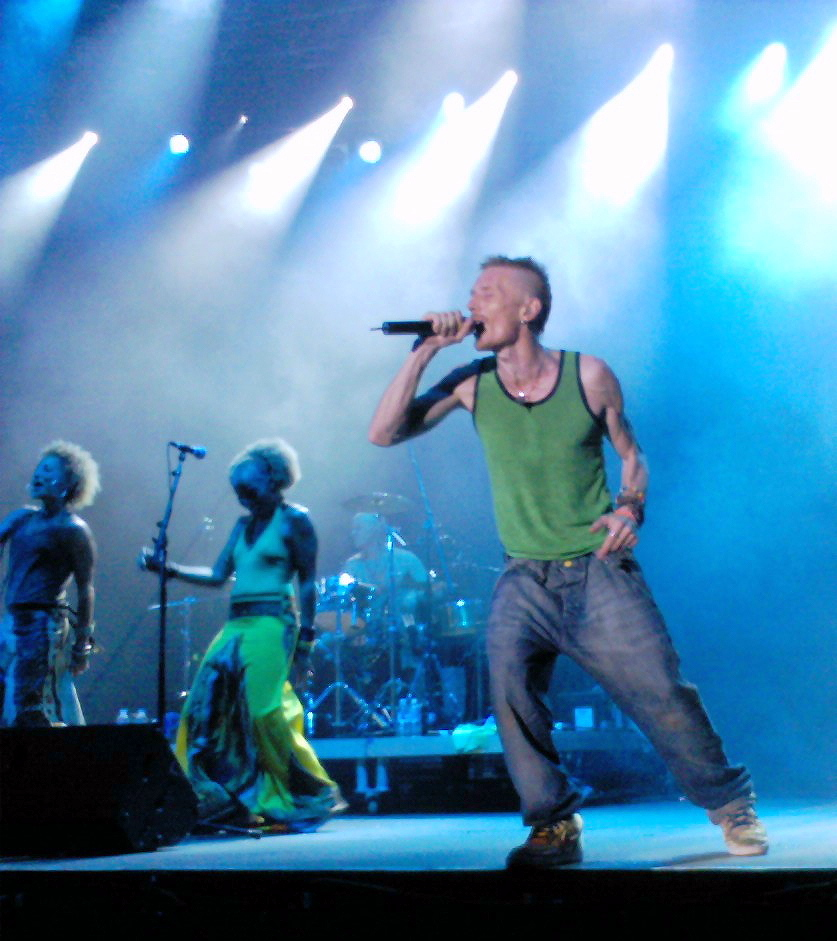
Stereo MC's en concert en août 2006

- 1989 - 33-45-78
- 1990 - Supernatural
- 1992 - Connected
- 2000 - DJ-Kicks
- 2001 - Deep Down & Dirty
- 2005 - Paradise
- 2008 - Live at the BBC
- 2008 - Double Bubble
- 2011 - Emperor's Nightingale